# تسل میداگ
تسل میداگ (انگلیسی: Tessel Middag؛ زادهٔ ۲۳ دسامبر ۱۹۹۲) بازیکن فوتبال اهل پادشاهی هلند است.
از باشگاه‌هایی که در آن بازی کرده‌است می‌توان به باشگاه فوتبال زنان منچستر سیتی اشاره کرد.
وی همچنین در تیم‌های ملی فوتبال Netherlands women's national under-19 football team و زنان هلند بازی کرده‌است.